# Beli (Tver)
Beli (ruso: Бе́лый) es una ciudad rusa perteneciente a la óblast de Tver. A efectos de desconcentración administrativa de los órganos federales y de la óblast, es la capital del raión homónimo. Sin embargo, a efectos de autogobierno local es desde 2022 la sede de un ókrug municipal, en el que un solo ayuntamiento con sede en la ciudad extiende su jurisdicción sobre todo el raión.
En 2021, la ciudad tenía una población de 3125 habitantes.
Se ubica unos 30 km al sur de Nelídovo, sobre la carretera 28K-113 que lleva a Smolensk.

## Historia
Es una de las ciudades más antiguas de la región. Se conoce su existencia como ciudad-fortaleza desde el siglo XIII, cuando pertenecía al principado de Smolensk, si bien en algunas épocas la ciudad de Beli llegó a funcionar en sí misma como un principado. En 1355 fue anexionada por el Gran Ducado de Lituania, regresando a control ruso medio siglo más tarde. En 1610 fue conquistada por las tropas de la República de las Dos Naciones, aunque en 1613 la devolvieron pacíficamente a las tropas rusas de Dmitri Pozharski. Los polaco-lituanos recuperaron la ciudad en la Paz de Deúlino de 1618, y en 1625 Segismundo III Vasa le otorgó el Derecho de Magdeburgo. Aunque en 1632 fue ocupada por los rusos en la guerra de Smolensk, en 1634 el tratado de Poliánovka devolvió la zona a los polaco-lituanos, y Vladislao IV de Polonia confirmó los privilegios otorgados a la ciudad. Quedó definitivamente en territorio del Zarato ruso desde 1654.
Desde 1708 pasó a ser la capital de un uyezd en la gobernación de Smolensk. Perteneció a la óblast de Smolensk hasta 1944, cuando se integró en la óblast de Velíkiye Luki, tras cuya partición quedó desde 1963 en la óblast de Kalinin.